# Balmoral Hotel
Das Balmoral Hotel ist ein traditionsreiches Luxushotel in Edinburgh, Schottland. Das Hotel liegt direkt am Bahnhof Edinburgh Waverley und an der Haupteinkaufsstraße Princes Street. Im Westen schließen sich Princes Street Gardens und das berühmte Edinburgh Castle an. Das 1902 eröffnete Hotel gehört zu den Wahrzeichen der Stadt.

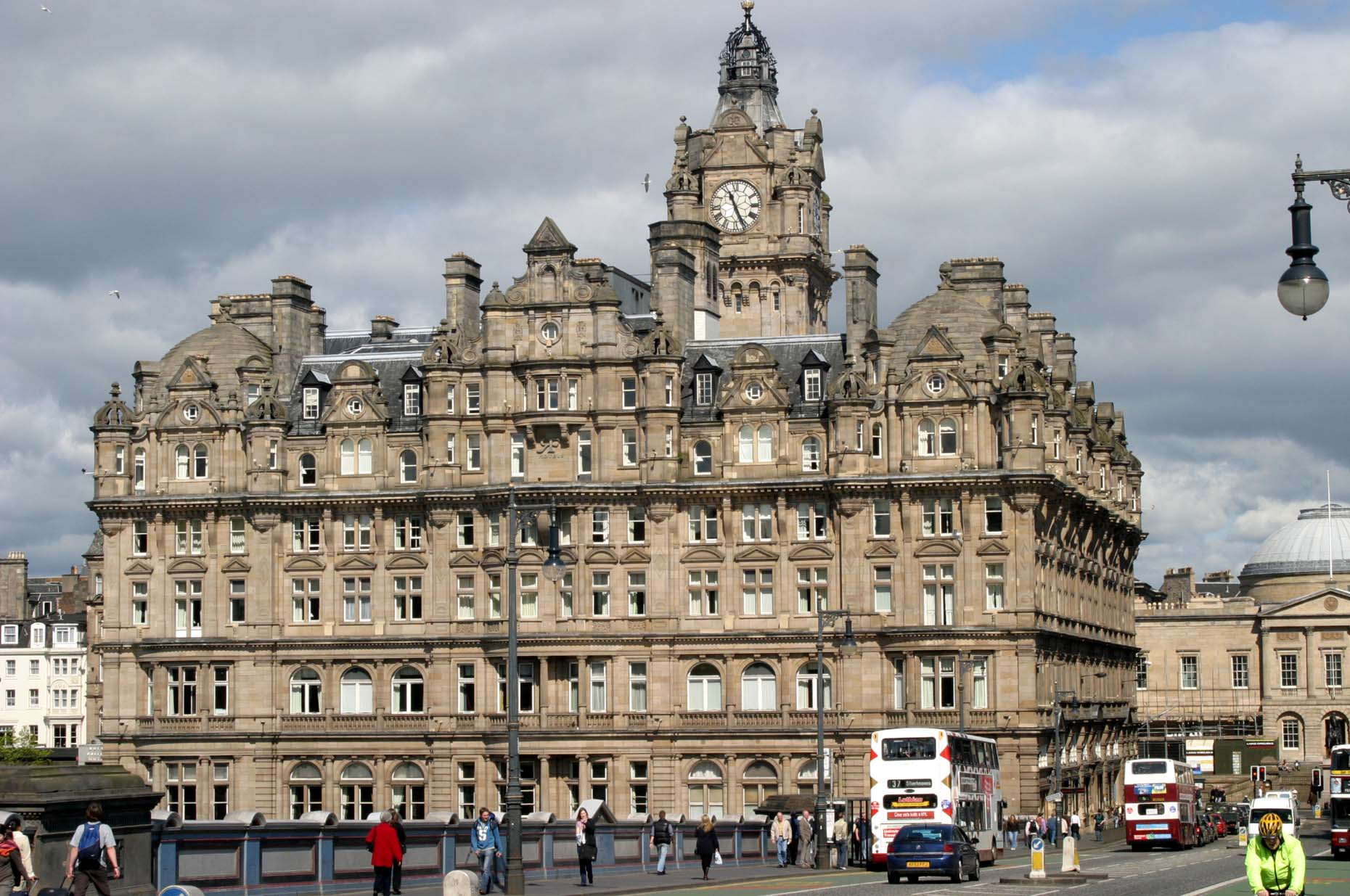
Balmoral Hotel, Ansicht von der North Bridge

## Beschreibung
Die aus Sandstein bestehende Fassade des Gebäudes ist stark gegliedert und reich verziert. Die Architektur ist geprägt durch viktorianische und Scottish baronial Stilelemente. Das Balmoral ist ein Luxushotel in der Fünfsterneklasse, es ist Mitglied der Allianz „The Leading Hotels of the World“. Das Hotel verfügt über 167 Zimmer und 20 Suiten sowie über drei Restaurants und drei Hotelbars. Spitzenrestaurant ist das „Number One“, das seit 2003 über einen Michelin-Stern verfügt. Eigentümer des Hotels ist seit 1997 die Firmengruppe Rocco Forte Hotels, London.

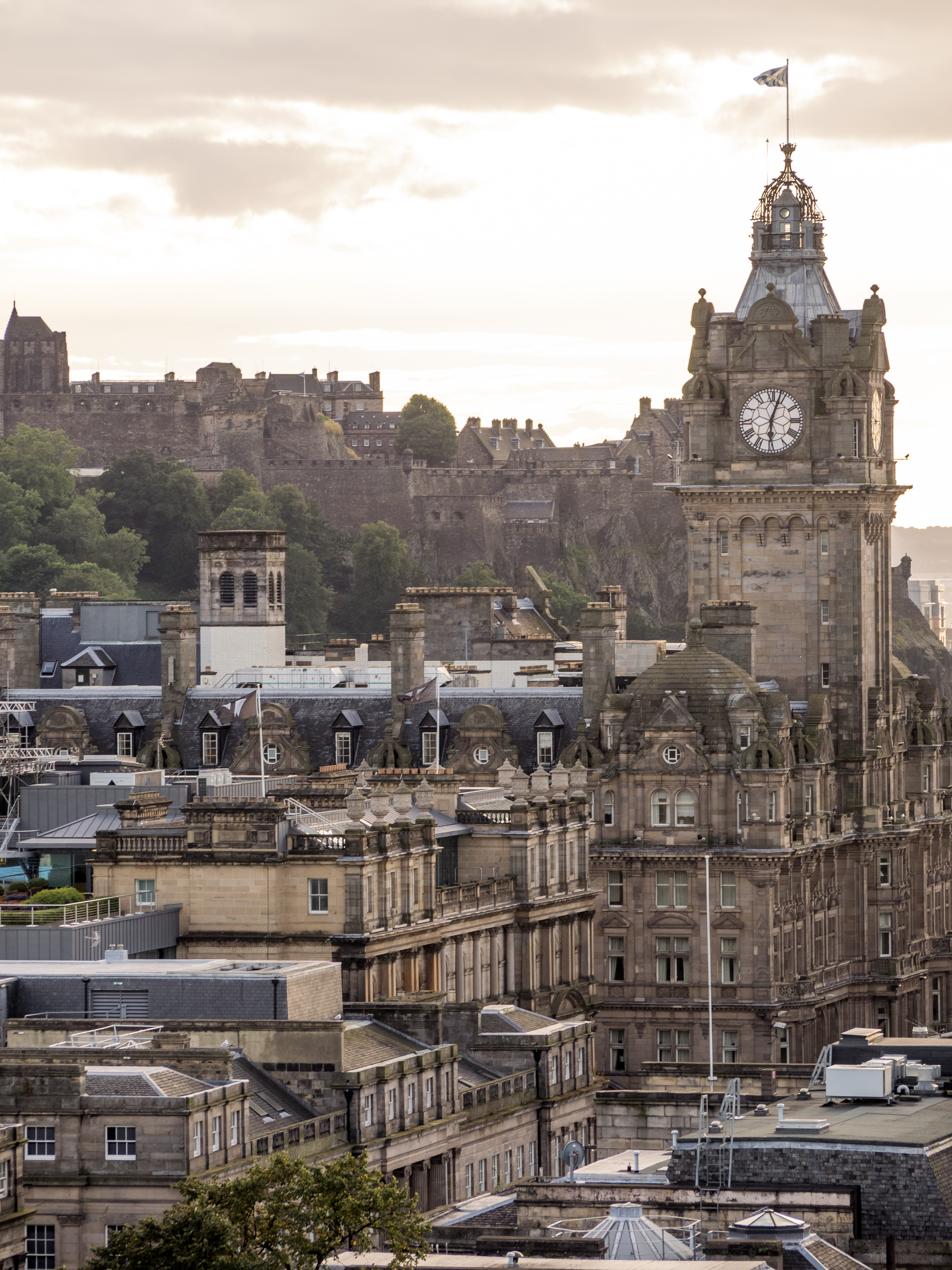
Uhrenturm des Balmoral Hotel

Auffallend an dem Gebäude ist der 58 m hohe Turm mit großer Uhr. Seit Eröffnung des Hotels geht die Uhr drei Minuten vor, den Bürgern Edinburghs will man dadurch eine Zeitreserve zum Erreichen des Zugs geben. Einzige Ausnahme ist Silvesterabend mit dem in Schottland traditionellen Hogmanay Event, dann geht die Uhr genau. Bis in die 1970er Jahre wurde das Uhrwerk manuell aufgezogen, seitdem elektrisch.

## Geschichte
Das Hotel wurde von der North British Railway Company gebaut und hieß ursprünglich „North British Station Hotel“ oder kurz „The N.B.“. Architekten waren W.H. Beattie und A.R. Scott. Die Bauarbeiten begannen 1896, Eröffnung war am 15. Oktober 1902. Das Hotel diente vor allem den mit der Eisenbahn reisenden Gästen. Die North British Railway Company ging 1923 in der London and North Eastern Railway Company auf. 1947/48 wurde die Eisenbahngesellschaft einschließlich Hotel zu British Rail verstaatlicht. 1983 verkaufte British Rail das inzwischen in die Jahre gekommene Hotel an die Gleneagles Hotel Company.
1988 wurde das Hotel für eine umfangreiche Renovierung und Modernisierung geschlossen. Der Aufwand betrug rund 23 Mio. £. 1990 wechselte der Eigentümer erneut, es war nun die bisher unbekannte Firma „Balmoral International Hotels“. Die Wiedereröffnung wurde am 12. Juni 1991 im Beisein von Sean Connery gefeiert. Das Hotel erhielt dabei seinen heutigen Namen „Balmoral“. Das Wort ist Gälisch und bedeutet „majestätischer Wohnsitz“. Den gleichen Namen, Balmoral Castle, trägt die schottische Sommerresidenz der britischen Monarchen. 1997 erwarben die heutigen Eigentümer das Hotel als erstes Objekt in ihrer Hotelgruppe.

## Besondere Gäste
Im Laufe der Jahrzehnte beherbergte das Hotel viele berühmte Gäste. Bereits 1932 führte der Besuch von Laurel and Hardy zu großen Aufsehen. In den 1960er Jahren zählten Sophia Loren, Elizabeth Taylor und Paul McCartney zu den Gästen. Die Queen Mum besuchte in den 1970er Jahren häufiger das Hotelrestaurant, um dort zu Abend zu essen. Anfang 2007 buchte die Autorin Joanne K. Rowling die Suite Nr. 552, um die Serie Harry Potter und die Heiligtümer des Todes ungestört zu Ende zu schreiben. Die Suite genießt seitdem bei Harry-Potter-Fans eine gewisse Berühmtheit.